# John Lind (läkare)
John Lind, född 20 september 1909 i Jakobs församling, Stockholm, död 8 januari 1983 i Kungsholms församling, Stockholm, var en svensk läkare. 
Lind var son till vice häradshövding Karl Magnus Lind och bror till Disa Törngren. Han blev medicine licentiat i Stockholm 1938, medicine doktor 1950, docent i pediatrik vid Karolinska institutet 1950 samt var professor och överläkare vid Karolinska sjukhusets barnklinik från 1957. Han var även föreståndare för Wenner-Gren Research Laboratory vid Norrtulls sjukhus. Utöver doktorsavhandlingen Heart Volume in Normal Infant (1950) skrev han vetenskapliga skrifter inom pediatrik, röntgenologi och kardiologi. John Lind är gravsatt i minneslunden på Kungsholms kyrkogård i Stockholm.